# 雅致角盘兰
雅致角盘兰（学名：Herminium glossophyllum）为兰科角盘兰属下的一个种。

## 扩展阅读
- 維基物種上的相關：雅致角盘兰